# Episodi di Soko 5113 (trentesima stagione)
La trentesima stagione della serie televisiva Soko 5113 è stata trasmessa in anteprima in Germania dalla ZDF tra il 2 ottobre 2006 e il 18 dicembre 2006.
| nº | Titolo originale               | Titolo italiano | Prima TV Germania | Prima TV Italia |
| -- | ------------------------------ | --------------- | ----------------- | --------------- |
| 1  | Und plötzlich ist alles anders |                 | 2 ottobre 2006    |                 |
| 2  | Man stirbt nur einmal          |                 | 9 ottobre 2006    |                 |
| 3  | Unter Wölfen                   |                 | 16 ottobre 2006   |                 |
| 4  | Mord verjährt nicht            |                 | 23 ottobre 2006   |                 |
| 5  | Verstrickungen                 |                 | 30 ottobre 2006   |                 |
| 6  | Der Rächer                     |                 | 6 novembre 2006   |                 |
| 7  | Mord wie im Groschenroman      |                 | 13 novembre 2006  |                 |
| 8  | Einer für alle                 |                 | 20 novembre 2006  |                 |
| 9  | Tödliches Paradies             |                 | 27 novembre 2006  |                 |
| 10 | Schlitzohr                     |                 | 4 dicembre 2006   |                 |
| 11 | Spurwechsel                    |                 | 11 dicembre 2006  |                 |
| 12 | Das Schwert des Samurai        |                 | 18 dicembre 2006  |                 |